# 3704 Gaoshiqi
A 3704 Gaoshiqi (ideiglenes jelöléssel 1981 YX1) a Naprendszer kisbolygóövében található aszteroida. A Bíbor-hegyi Obszervatórium fedezte fel 1981. december 20-án.